# Witold Hurewicz
Witold Hurewicz   (Łódź, 29 de juny de 1904 - Mérida, 6 de setembre de 1956) va ser un matemàtic polonès.

## Vida i Obra
Hurewicz, fill d'un comerciant jueu, va néixer a Łódź, quan aquesta ciutat era de sobirania russa. Durant la Primera Guerra Mundial la família es va traslladar a Moscou, on Hurewicz va començar els estudis secundaris. En acabar la guerra, el 1919, van retornar a Łódź, on va finalitzar el estudis secundaris el 1921. En aquest any, la família va tornar a abandonar Łódź per assentar-se a Viena. Va ingressar a la universitat de Viena, en la qual es va doctorar el 1926, amb una tesi dirigida per Hans Hahn sobre els teoremes de Borel. El curs 1927-28, amb una beca Rockefeller, va estar ampliant estudis a la universitat d'Amsterdam, en la qual va ser professor ajudant a continuació fins al 1936.
El 1936 es va traslladar als Estats Units, on va treballar successivament per l'Institut d'Estudis Avançats de Princeton i per la universitat de Carolina del Nord fins que, durant la Segona Guerra Mundial va treballar pel laboratori de radiació de la universitat de Brown. Un cop acabada la guerra el 1945, va ser professor del Institut Tecnològic de Massachusetts fins a la seva mort accidental el 1956.
Home d'una gran cultura, interessat en totes les branques del coneixement, també era una persona notablement despistada. El setembre de 1956, mentre estava en un congrès de topologia algebraica a Mèxic, interessat per l'arqueologia, va anar a les ruines maies d'Uxmal i es va precipitar des de dalt de la gran piràmide, morint uns dies després a un hospital de Mérida sense que els metges sabessin qui era perquè no portava cap mena d'identificació. Les seves cendres van ser transportades a Cambridge (Massachusetts) i dipositades al columbari de Mount Auburn.
A part dels seus treball sobre servomecanismes fets durant la Segona Guerra Mundial, Hurewicz és recordat pels seus treballs en topologia i en teoria de la mesura i, especialment per dues aportacions importants: el descobriment dels grups d'homotopia de dimensió superior i el descobriment de les successions exactes. Hurewicz va publicar una cinquantena d'articles científics i el 1958 es van editar, de forma pòstuma, les seves lliçons sobre equacions diferencials ordinàries.